# Connor Price
Connor Price (11 de noviembre de 1994) es un actor y rapero canadiense, conocido por haber interpretado a Jay Braddock en la película Cinderella Man.

## Biografía
Es hijo de Linda Howard Price, sus hermanos son Kaitlyn Price y los actores Brendan Price, Ryan Price y Thomas Price.
Su abuelo, Wilfred Price, sirvió en el RCAF durante la Segunda Guerra Mundial.
Connor es ciudadano con doble nacionalidad de Canadá y Estados Unidos.

## Carrera
En el 2003 prestó su voz para el personaje de B.B. Jammies en The Save-Ums!.
En el 2005 apareció en la película Cinderella Man donde interpretó a Jay Braddock, el hijo mayor del boxeador Jim Braddock (Russell Crowe).
En el 2006 se unió al elenco de la serie Alice, I Think donde interpretó a Mac MacLeod.
En el 2007 apareció como invitado en varios episodios de la serie The Dead Zone donde interpretó a Johnny "JJ" Bannerman, el hijo de Johnny Smith (Anthony Michael Hall) y de Sarah Bracknell (Nicole de Boer). Ese mismo año prestó su voz para el personaje de Willard "Will" de la serie Will & Dewitt y apareció en la película Good Luck Chuck donde interpretó a Charles "Chuck" Logan quien a los 12 años se niega a besar a Anisha, una joven gótica y está le maldice.
En el 2010 apareció por primera vez en la serie R.L. Stine's The Haunting Hour donde interpretó a Brandon Cauldwell durante los episodios "Really You: Part 1 & 2", más tarde apareció nuevamente en la serie en el 2012 ahora dando vida a Ned en los episodios "The Most Evil Sorcerer: Part 1 & 2".
En el 2011 interpretó a Henry Stillman, en un episodio de la serie Haven.
En el 2012 se unió al elenco de la película para la televisión Frenemies donde interpretó al estudiante Walker, un compañero de clase de Avalon Greene (Bella Thorne) y Halley Brandon (Zendaya).
En el 2013 apareció en la película de terror Carrie donde interpretó al estudiante Freddy "Beak" Holt. Ese mismo año se unió al elenco recurrente de la serie Being Human donde interpretó al vampiro Kenny hasta el penúltimo episodio de la serie en el 2014, luego de que su personaje fuera asesinado por Aidan Waite (Sam Witwer).
En el 2015 apareció como invitado en un episodio de la popular serie Supernatural donde interpretó a Cyrus Frankenstein, un miembro de la familia Styne, hijo de Monroe Frankenstein (Markus Flanagan) y hermano de Jacob Frankenstein (Jeff Branson) y Eldon Frankenstein (David Hoflin). Cyrus es asesinado por Dean Winchester (Jensen Ackles) de un disparo en la cabeza.
Ese mismo año se unió al elenco principal de la nueva serie X Company, donde interpretó a Harry James, un miembro de la resistencia, hasta el final de la serie en el 2017.

## Filmografía

### Series de televisión
| Año         | Título                         | Personaje               | Notas                                           |
| ----------- | ------------------------------ | ----------------------- | ----------------------------------------------- |
| 2015 - 2017 | X Company                      | Harry James             | 22 episodios                                    |
| 2015        | Supernatural                   | Cyrus Styne             | episodio "The Prisoner"                         |
| 2014        | Annedroids                     | Adam                    | episodio "Eyes on the Skies"                    |
| 2013 - 2014 | Being Human                    | Kenny                   | 16 episodios                                    |
| 2013        | Dino Dan: Trek's Adventures    | Liam                    | 2 episodios                                     |
| 2013        | Saving Hope                    | Jake                    | episodio "Why Waste Time"                       |
| 2012        | Flashpoint                     | Noah                    | episodio "A World of Their Own"                 |
| 2012        | Alphas                         | Jason Miller            | 2 episodios                                     |
| 2010, 2012  | R.L. Stine's The Haunting Hour | Ned / Brandon Cauldwell | 4 episodios                                     |
| 2011        | Haven                          | Henry Stillman          | episodio "Friend or Faux"                       |
| 2011        | Dan for Mayor                  | Brian McCoogin          | episodio "Mayor for a Day"                      |
| 2011        | What's Up Warthogs!            | Teddy Chadwick IV       | 8 episodios                                     |
| 2011        | Murdoch Mysteries              | Ezra Fielding           | episodio "Buffalo Shuffle"                      |
| 2009        | Guns                           | Liam Merriweather       | 2 episodios - miniserie                         |
| 2008        | The Middleman                  | Duncan                  | episodio "The Accidental Occidental Conception" |
| 2007 - 2008 | Will & Dewitt                  | Will                    | 5 episodios                                     |
| 2007        | Monday Report                  | Joven                   | episodio # 5.5                                  |
| 2007        | The Dead Zone                  | Johnny "JJ" Bannerman   | 9 episodios                                     |
| 2007        | Not This But This              | Johnny                  | -                                               |
| 2007        | Til Death Do Us Part           | Stuart                  | episodio "Time Capsule Murder"                  |
| 2006        | Alice, I Think                 | Mac MacLeod             | 13 episodios                                    |
| 2005        | Kevin Hill                     | Bryce                   | episodio "In This Corner"                       |
| 2004        | 72 Hours: True Crime           | Ben Rickman             | episodio "Lone Wolf"                            |
| 2003        | The Save-Ums!                  | B.B. Jammies            | -                                               |
| 2003        | Doc                            | Brendan                 | episodio "Angels in Waiting"                    |
| 2000        | In a Heartbeat                 | Brandon                 | episodio "Cinderella Syndrome"                  |

### Películas
| Año  | Título                  | Personaje            | Notas |
| ---- | ----------------------- | -------------------- | --- |
| 2019 | Legado de violencia     | Jeremy Davis         | junto a Will Patton & Mark O’Brien                                                                       |
| 2015 | Bookends                | Callum O'Leary       | corto - junto a Kate Fenton, Kristen Mossman, Ken Burns & Minya Djacic                                   |
| 2014 | The Good Witch's Wonder | Jim                  | junto a Catherine Bell, Chris Potter, Catherine Disher, Matthew Knight, Ashley Leggat & Rachel Wilson    |
| 2013 | Carrie                  | Freddy "Beak" Holt   | junto a Julianne Moore, Chloë Grace Moretz, Gabriella Wilde, Portia Doubleday, Zoë Belkin & Ansel Elgort |
| 2012 | Frenemies               | Walker               | junto a Bella Thorne, Zendaya, Mary Mouser, Nick Robinson, Stefanie Scott & Jascha Washington            |
| 2009 | Booky's Crush           | Georgie Dunlop       | junto a Rachel Marcus, Megan Follows, Stuart Hughes, Dylan Everett, Sarah White & Noah Ryan Scott        |
| 2007 | Good Luck Chuck         | Charlie (de joven)   | junto a Troy Gentile, Mackenzie Mowat, Sasha Pieterse, Dane Cook & Jessica Alba                          |
| 2005 | Cinderella Man          | Jay Braddock         | junto a Russell Crowe, Renée Zellweger, Paul Giamatti, Craig Bierko, Paddy Considine & Bruce McGill      |
| 2005 | A History of Violence   | Kid                  | junto a Viggo Mortensen, Maria Bello, Ed Harris, William Hurt, Stephen McHattie, Greg Bryk & Kyle Schmid |
| 2004 | Evel Knievel            | Kelly (de joven)     | junto a George Eads, Jaime Pressly, Lance Henriksen, Thomas Price, Fred Dalton Thompson & Beau Bridges   |
| 2002 | Men with Brooms         | Brandon Foley        | junto a James B. Douglas, Greg Bryk, Molly Parker, Paul Gross, Barbara Gordon & Michelle Nolden          |
| 2002 | Sins of the Father      | Bobby Jr. (de joven) | junto a Tom Sizemore, Richard Jenkins, Brenda Bazinet, Lachlan Murdoch, Colm Feore & Ving Rhames         |

### Director y escritor
| Año  | Título                     | Notas                                                  |
| ---- | -------------------------- | ------------------------------------------------------ |
| 2014 | Oracles of Richard Hopkins | corto - co-director de fotografía & director de acción |
| 2013 | Super²                     | corto - director & escritor                            |

### Apariciones
| Año  | Título           | Notas                                                                                  |
| ---- | ---------------- | -------------------------------------------------------------------------------------- |
| 2014 | Teens Wanna Know | documental - episodio "Innovation Run with Laurie Metcalf, Jack McGee PLUS Alexa Ferr" |

## Premios y nominaciones
| Año  | Categoría                                               | Premio             | Serie         | Resultado |
| ---- | ------------------------------------------------------- | ------------------ | ------------- | --------- |
| 2008 | Best Performance in a TV Series - Recurring Young Actor | Young Artist Award | The Dead Zone | Ganador   |